# Ah Toy
Ah Toy (亞彩 taishanais : /a˧ tʰɔi˥/, cantonais standard : Aa3 Coi2, née le 18 mai 1829 et morte le 1er février 1928, est une travailleuse du sexe sino-américaine et dame maquerelle à San Francisco, en Californie, pendant la période de la ruée vers l'or en Californie. Elle serait la première travailleuse du sexe chinoise à San Francisco. Arrivée de Hong Kong en 1848, elle est rapidement devenue la femme asiatique la plus connue du Far West. Elle aurait été une grande femme séduisante aux yeux bruns perçants.

## Biographie
Lorsque Ah Toy quitte la Chine pour les États-Unis, elle voyage d'abord avec son mari, qui meurt pendant le voyage. Ah Toy devient la maîtresse du capitaine du navire, qui la paye avec de l'or, à tel point qu'au moment où elle arrive à San Francisco, Ah Toy dispose d'une somme d'argent conséquente. Avant 1851, il n'y a que sept femmes chinoises connues pour habiter dans la ville, et remarquant les regards qu'elle suscite chez les hommes de sa nouvelle ville, elle pensa qu'ils paieraient pour davantage qu'un regard. Ses peep-shows connaissent un grand succès. Elle devient rapidement la travailleuse du sexe chinoise la plus célèbre, et l'une des mieux payées et des plus célèbres de San Francisco.
Ah Toy est une femme déterminée et intelligente, elle fait fréquemment appel au tribunal de San Francisco pour se protéger et protéger son entreprise de l'exploitation. Ah Toy ouvre une chaîne de nouveaux bordels en 1852 et 1853, important de Chine des adolescentes et des jeunes femmes  dans leur vingtaine et trentaine, les plus jeunes n'ayant pas plus de onze ans. En 1854 cependant, Ah Toy n'est plus en mesure de porter ses plaintes devant les tribunaux. Dans l'affaire People c. Hall, la Cour suprême de Californie annule la condamnation de George Hall, qui avait assassiné un homme chinois, étendant une loi californienne selon laquelle les Afro-Américains et les Amérindiens ne peuvent pas témoigner devant le tribunal, pour y inclure également les personnes chinoises. Bien que cette loi ne vise pas les travailleuses du sexe, elle limite la capacité d'Ah Toy à se protéger des Tongs chinois qui cherchent depuis longtemps à étendre leur contrôle sur son entreprise. Couplée à la loi anti-prostitution de 1854, qui est menée principalement contre la population chinoise, la pression pour poursuivre son activité devient trop forte et Ah Toy se retire du secteur de la prostitution de San Francisco en 1856.
En 1857, elle retourne en Chine pour y vivre le reste de ses jours avec l'argent qu'elle a économisé. Elle revient cependant en Californie une décennie plus tard. De 1868 jusqu'à sa mort en 1928, elle vit une vie plutôt calme dans le comté de Santa Clara, avec ses différents partenaires au fil des décennies. Elle retrouve une visibilité médiatique lors sa mort à San José le 1er février 1928, à 98 ans, trois mois avant son quatre-vingt-dix-neuvième anniversaire,.

## Postérité
Olivia Cheng incarne Ah Toy dans Cinemax's Warrior, qui se déroule pendant la guerre des Tongs à la fin du XIXe siècle à San Francisco. La série commence à la fin des années 1870.